# 惣円寺
惣円寺(そうえんじ / 惣圓寺)は、埼玉県秩父市東町にある浄土宗の寺院(秩父市唯一の浄土宗寺院)。正式には光臺山 無量院 惣圓寺(こうだいさん むりょういん そうえんじ)と称する。秩父七福神めぐりの一寺。江戸時代には、当寺の鐘が、忍藩秩父領の標準時刻を報知する役を果していたことから、秩父絹市、秩父夜祭等は当山の鐘の音色を合図により開始されており、音色は秩父の山々に響き、無量寿仏の里を示す音色となっていたと伝えられる。

## 歴史

### 創建
当寺は、光臺山惣圓寺と称し、浄土宗の寺で、開祖は法然上人、本尊は阿弥陀如来(快慶作)。起源・伝承によると武蔵国秩父郡武甲庄浦山大神楽(現秩父市大字浦山地区)に「宋圓寺」(後に「總圓寺」)として創建。山内には、阿弥陀如来・善光寺如来・八臂大弁財天・薬王菩薩(兄)・薬上菩薩(弟)等が祭られていたが、後世、兄の薬王菩薩は浦山の地に残り、弟の薬上菩薩は両神の薬師堂となり、如来様は秩父(大宮郷)の現在地に遷座した。

### 当山
当山現在地は、戦国武将・閑野(しずの)帯刀の館であったが、商人として熊谷宿に移ったことから、寛永年間(1624〜1645 年)に邸跡を譲り受けた。初代関東郡代伊奈氏の三男で鴻巣の勝願寺の上人であった忠武が開山上人となり、浦山より「總圓寺」を当地に移し、開山日誉源貞上人として入寺。物心ただ円かれと願う寺(慈悲の恵の無量寿の里)として、惣圓寺と称した。尚、当時当地は中町なる名称であったが、その東側に新寺建立となったので中町の「新寺横町」「東横町」「東町」と今日の町名となっている。

## 境内

### 御本尊「阿弥陀如来」
本尊の阿弥陀如来は、鎌倉時代・快慶作と伝えられており、埼玉県有形文化財に指定(1967年)。1991年(平成3年)10月には、埼玉県立博物館開館20周年記念として催された「さいたまの名宝国宝・重要文化財展」に出展され、鎌倉時代中期作で、京都より運ばれてきた作品であり「仏師快慶が創始した『安阿弥様』を受け継ぐ、快慶周辺の仏師作と思われる」と評された。その後、東京国立博物館にて、完成以来およそ700年に及ぶ信仰の歴史を今後に伝えるため、1年間の修復期間を費やし帰還。

### 守護神「八臂大弁財天」
当寺守護神として祀られる「八臂大弁財天」(はっぴだいべんざいてん)は、七福神の中の紅一点で、元はインドのヒンドゥー教の女神であるサラスヴァティー神。七福神の一柱としては、「才」の音が「財」に通じることから「弁財天」と記載されることも多い。開山当時より地域民衆の信仰を集めてきたが、秩父大火(1878年)により諸堂とともに御尊像焼失。しかし、当山言い伝えによればその霊徳は減滅せず、当山18世住職の山極信達(正僧正、長野県千曲市宗安寺 (千曲市)出身)の夢枕に再度御姿を現され、不思議に感じ近郷近在にその御姿を求めたところ、「開運八臂大弁財天神 / 弘法大師御作 / 秩父惣円寺」とある掛軸を見つけられたとされ、その御姿を現在の御尊像として再現。1976年(昭和51年)に開運秩父七福神巡りがひらかれてからは、その紅一点の女神として家内安全・商売繁昌・天下泰平等の霊験を求め訪ねられる参拝祈願の方々も多い。
```
弁天堂 / 願掛け華供養観音像 / 青銅の
縁結び
鳳凰
観音像 / 反除不動尊 / おすくい六地蔵尊 / 悪夢厄除夢違観音 / ゾウの石像 / 境内社 小社
```

### 梵鐘「清浄」
当寺の梵鐘は、江戸時代に忍藩秩父領の標準時刻を報知する役を果たしていたことから、秩父絹市、秩父夜祭等は当山の鐘の音色を合図により開始されていたという。梵鐘の歴史は古く、初代梵鐘は鎌倉初期の1191年(建久2年)寄進と伝わるが、その後、何度もの山崩れ等により消失。2代目には1313年(正和2年)修理銘が梵鐘に残されていたと伝えられる。その後、秩父氏の一族武将である畠山重能の末裔が落居地に持ち出し保存されたものの、1878年(明治11年)の秩父大火にて焼失。また、第二次世界大戦時の1943年(昭和18年)には梵鐘供出の至上命令が下り熔解されるも、戦後の1948年(昭和23年)4月、末裔の者が以前同様に再鋳造し保存された。その後、当山19世住職の山極隆信(正僧正)の代である2012年(平成24年)に、佛縁あり「法然上人800年遠忌」を経て、当山に再還。境内地に鐘楼を設置し、江⼾時代より当寺継承の鐘の音を再現している。

### 本堂
秩父大火により諸堂は焼失したが、この経験から、総体が白漆喰込なる和風建築を洋風手法で防火構造にした特徴ある建築物として現在の本堂が再建された。その後、第18世山極信達住職(中興明誉上人)の代の1984年(昭和59年)より2年をかけて「宗祖法然上人御降誕850年」及び「当山創立360周年記念事業」として、本堂・弁天堂の修復、境内整備が進められ、また、秩父大火以来仮設であった庫裏の新築等の聖業を経て現在に至る。
```
御本尊 阿弥陀如来像 / 不動明王像 / 七福神石像 / 出世銭亀 / 念仏カエル / 石祠 / 夢達観音像 / 水盤に河童 / 
真実の口
 / 兎と亀の石像
```

### 塔頭「三尊院」
当山の塔頭として、19世住職の山極隆信により、道を隔てて隣接する地(秩父市東町14)に建立された。
```
社殿 / 三尊仏像 / 
仁王像
 / 宋風獅子型
狛犬
 / 一偶蛙 / 五層の石塔
```

### 秩⽗第⼀⼩学校発祥の地
1873年(明治6年)4月には、旧市内中⼼に位置した当寺に、秩父第一小学校の前身となる秩父初の学校が設置され、当時の地域名称から大宮学校と称した。しかしながら、5年後の1878年(明治11年)の秩父大火により諸堂は焼失。その後は秩父神社境内、秩父駅前に校舎移転し、現在地に至っている。

## 文化財
木造阿弥陀如来立像 (埼文指 第218号 昭和42年3月28日指定)
- 鎌倉時代後期(快慶作と伝えられる)
- 檜材の寄木造、玉眼
- 像高83.2cm
- 埼玉県指定有形文化財 (1967年(昭和42年)3月28日指定)

## 秩父七福神
秩父七福神は以下7寺院にて構成され、それぞれの寺に異なる福神が祀られている。
| No. | 寺院名        | 宗派           | 祀神         | 御利益                                            | 所在   |
| --- | ------------- | -------------- | ------------ | ------------------------------------------------- | ------ |
| 1   | 嶽頂山 東林寺 | 曹洞宗         | 宇根恵比寿神 | 商売繁盛、五穀豊穣、 庶民救済の神                 | 横瀬   |
| 2   | 平量山 圓福寺 | 真言宗 智山派  | 福寿大黒天   | 福寿開運、五穀豊穣、 子孫愛育の神                 | 皆野   |
| 3   | 大聖山 金仙寺 | 臨済宗建長寺派 | 聖山布袋尊   | 招福開運、諸願成就の神                            | 影森   |
| 4   | 普光山 総持寺 | 臨済宗南禅寺派 | 殿平福禄寿   | 福、禄、寿を司る神                                | 長瀞   |
| 5   | 長慶山 鳳林寺 | 曹洞宗         | 大悲毘沙門天 | 病魔退散、財宝来福の神                            | 小鹿野 |
| 6   | 光臺山 惣圓寺 | 浄土宗         | 八臂大弁財天 | 学問、芸術、知恵授けの神、 財宝来招、商売繁盛の神 | 秩父   |
| 7   | 大寶山 圓福寺 | 臨済宗         | 延命寿老人   | 不老長寿、健康長寿の神                            | 秩父   |

## 歴代住職
| 代   | 尊銘                                       | 遷化                     | 備考                                     |
| ---- | ------------------------------------------ | ------------------------ | ---------------------------------------- |
| 1世  | ⽟蓮社 ⼤僧正 ⽇譽上⼈ 直⾄ 源底⼤和尚     | 1652年(慶安5年)7⽉19⽇   | 伊奈忠武が出家                           |
| 2世  | 然蓮社 嚴譽上⼈ 直願 的道⼤和尚            | 1667年(寛⽂7年)2⽉13⽇   | 開山直弟 大久保氏                        |
| 3世  | 圓蓮社 光譽上⼈ 惣阿 量道⼤和尚            | 1676年(延宝4年)7⽉6⽇    | 2世直弟 原田氏                           |
| 4世  | 信蓮社 晃譽上⼈ 的含 常観⼤和尚            | 1686年(貞享3年)6⽉22⽇   |                                          |
| 5世  | 念蓮社 専譽上⼈ 向阿⼀⼼ 源良⼤和尚        | 1698年(元禄11年)4⽉27⽇  |                                          |
| 6世  | 觀蓮社 嚴譽上⼈ 松阿 真隨⼤和尚            | 1712年(正徳2)年7⽉7⽇    |                                          |
| 7世  | 本蓮社 誓譽上⼈ 願阿 要⾨⼤和尚            | 1726年(享保11年)9月15⽇  |                                          |
| 8世  | 承蓮社 稟譽上⼈ 恩阿 澤賢⼤和尚            | 1739年(元⽂4年)10⽉1⽇   |                                          |
| 9世  | 顕蓮社 現譽上⼈ 教阿 ⼤乗⼤和尚            | 1763年(宝暦13年)1⽉23⽇  |                                          |
| 10世 | 通蓮社 達譽上⼈ 信阿 善⿓⼤和尚            | 1785年(天明5年)7⽉23⽇   |                                          |
| 11世 | 精蓮社 進譽上⼈ 禅阿 本空⼤和尚            | 1796年(寛政8年)5⽉12⽇   |                                          |
| 12世 | 運蓮社 啓譽上⼈ 称阿⾄⼼ 曇教⼤和尚        | 1817年(⽂化14年)2⽉3⽇   | 中興                                     |
| 13世 | 誓蓮社 隨譽上⼈ ⾏阿賢俊 教順⼤和尚        | 1829年(⽂政12年)4⽉9⽇   |                                          |
| 14世 | 智蓮社 願譽上⼈ 浄阿 顕海⼤和尚            | 1842年(天保13年)9⽉27⽇  |                                          |
| 15世 | ⼊蓮社 祥譽上⼈ 真阿天暁 霊典⼤和尚        | 1847年(弘化4年)5 ⽉11 ⽇ | 勢州桑名 松永⽒                          |
| 16世 | 祥蓮社 禎譽上⼈ 観阿賢光 暁存⼤和尚        | 1873年(明治6年)10⽉26⽇  | 勢州三重 ⽣⽻⽒。 松永の姓を継ぐ         |
| 17世 | 轉蓮社 ⼊譽上⼈ 聖阿寛應 信哲⼤和尚        | 1923年(⼤正12年)10⽉10⽇ | 野州⾜利町 ⼩林⽒。 松永の姓を継ぐ(79歳) |
| 18世 | 天蓮社 正僧正 明譽上⼈ 照阿浄覚 信達⼤和尚 | 1985年(昭和60年)10⽉24⽇ | 中興。信州戸倉 山極氏 (宗安寺)(89歳)     |
| 19世 | 善蓮社 正僧正 浄譽上⼈ ⻄阿⽇峯 隆信⼤和尚 | 2017年(平成29年)8⽉18⽇  | 俗名 ⼭極隆信。 三尊院建立 (81歳)        |
| 20世 | ⼭極 隆正                                  | 現職                     |                                          |

### 1世住職 伊奈 忠武
- 関東郡代伊奈忠次の三男・伊奈忠武が出家し、鴻巣勝願寺(檀林)中興6世となる
- 寛永年間(1624-1645年)に当地に住職として移住し、念仏道場 惣圓寺を建⽴
- 後に鎌倉光明寺(⼤本⼭)38世、総本山知恩院の大僧正を務めた(日誉源貞)

### 18世住職 山極 信達
- 長野県戸倉の宗安寺の山極覚成住職次男(1897年(明治30年)生まれ)
- 7才にて出家得度、18才にて横浜光明寺大僧正宮下舜達師に随侍、信達と改名
- 大本山増上寺にて宗戒を受け、総本山知恩院にて璽書を受け、1922年(大正11年)に当山入山
- 1964年に大僧都紫衣被着許可、1974年に浄土宗門主より僧正授与、1982年に正僧正を叙任
- 社会活動に積極的に関与し、多くの感謝状を授かる
  - 仏教関連：秩父郡仏教同志会長、埼玉県仏教会秩父支部副部長、秩父市仏教会長
  - 浄土宗：埼玉教区 教区会議員4期・地方寺院等級審査会委員
  - 社会奉仕：司法保護委員・民生委員・終戦後の満州移民団の引揚救済
  - 文化：高齢者福祉として囲碁クラブ設立(日本棋院 6段免許、秩父支部長・顧問を歴任)
  - 公共：故郷戸倉の戸倉温泉掘削、秩父市都市計画
- 感謝状
  - 国：陸軍大臣(1937年 杉山元・1943年 東条英機)、陸軍被服本廠長(1944年 市村善蔵)
  - 市町村：秩父市長(1974年 久喜文重郎・1977年 加藤博康)、戸倉町長(1974年 竹内清雄)
  - 浄土宗：埼玉県仏教会(1970年)、宗務総長(1974年)

## アクセス
- 西武秩父線 西武秩父駅下車、徒歩約8分
- 秩父鉄道 御花畑駅下車、徒歩約5分

## 周辺
- 慈眼寺
- 秩父往還
- 秩父神社

## 関連
- 宗安寺 (千曲市)
- 山極伸之
- 浄心寺 (文京区向丘)
- 増上寺
- 秩父七福神